# Ясская архиепископия
Ясская архиепископия (рум. Arhiepiscopia Iașilor) — епархия Румынской православной церкви с центром в городе Яссы. Входит в состав Молдавской и Буковинской митрополии. Объединяет приходы и монастыри жудецов Яссы, Ботошани и Нямц.
На 2019 год в состав архиепископии входит 1221 приход, объединённые в 13 протопопий (благочиний), а также 94 монастыря и скита.
В 1677 году при митрополите Досифее (Барилэ) кафедра митрополитов Молдавских была перенесена из Сучавы в Яссы. С этого момента Ясская архиепископия является центром Молдавской (с 1990 года — Молдавско-Буковинской) митрополии. Архиепископ Ясский одновременно носит титул митрополита Молдавского и Буковинского.
Правящим архиепископом с 2008 года является Феофан (Саву), викарием архиепископии с 2021 года является епископ Ботошанский Никифор (Хория).

## Монастыри
- Агапия
- Агафтон
- Алмаш

- Балш
- Бисерикани
- Бистрица
- Блага
- Бодешти
- Брэдичести
- Бучум
- Бырнова

- Вэратик
- Влэдичени
- Воздвижения Креста Господня в Брустури
- Ворона

- Галата
- Голия
- Гуранда
- Горовей

- Дагэца
- Добровэц
- Думбрэвеле
- Дурэу

- Ешанка

- Зосин

- Кодрий-Пашканилор
- Козанча
- Копоу
- Кошула

- Лакури
- Лебэда

- Миклэушени
- Митрополичий собор

- Некит
- Нямц

- Палтин
- Петру-Водэ
- Пештера-Гырчина
- Попэуци
- Пынгэраци
- Пьетричка
- Пьятра-Сфынтэ

- Рэзбоени

- Святого Мины в Думбраве
- Святого Силуана Афонского
- Святых Трёх Святителей
- Секу
- Скэричка
- Сихла
- Сихэстрия
- Сихэстрия-Вороней
- Сихэстрия-Таркэулуй
- Ставник
- Сынгяп в Басарабе

- Тазлэу
- Тэркуца

- Фрумоаса

- Хадымбу
- Хлинча
- Хорайца

- Чахлэу
- Четэцуя

- Шолдана
- Штюбени

Скиты:
- Агапия-Веке
- Алба

- Биказ-Капша
- Борлешти-Мастакэн
- Боурени
- Браниште
- Братеш
- Бэйчени-Нямц
- Бэйчени-Секу

- Валя-Сякэ
- Введенский

- Драга

- Икоана-Веке
- Икоана-Ноуэ

- Керебук
- Куежди
- Кэрбуна

- Оняга

- Покровский
- Пояна-луи-Иоан
- Пояна-Майкилор в Рэпчунице

- Святого Даниила Исихаста
- Святого Илии в Котнари
- Святого Нифона
- Стэниле

- Урекени

- Хангу
- Хорэйчоара

- Цибукани

## Архиепископы
См. Молдавская и Буковинская митрополия#Митрополиты начиная с 1677 года.